# Йоган Бернгард Фішер фон Ерлах
Йоган Бернгард Фішер фон Ерлах (нім. Johann Bernhard Fischer von Erlach; 20 липня 1656, Санкт-Мартин, поблизу Граца — 5 квітня 1723, Відень) — відомий австрійський архітектор доби бароко. 

## Біографія коротко
Народився в Штирії. Навчався в 1682-86 рр. у Римі в К. Фонтани. Починав як скульптор, на твори якого вплинули образи Лоренцо Берніні . Почав займатися архітектурою.
Перший етап творчості припадає на кінець 17 ст. У повоєнні роки займався відновленням магнатських резиденцій, зруйнованих під час воєнних дій із Туреччиною. Фішер фон Ерлах розробив свій тип центральноєвропейського барокового палацу. Від 1694 року — придворний архітектор та інженер у Відні.
У 1696 році отримав дворянство з відповідною додачею до імені частки «фон Ерлах».
Відвідав Берлін у 1704-1705 роках. Працював у Відні, Празі, Зальцбурзі, в останньому побудував декілька церков і перепланував місто.
Був одружений. Його син — Йозеф Емануель Фішер фон Ерлах (1793-1742) — теж архітектор, допомагав батькові і будував за власними проєктами.

## Перелік головних творів

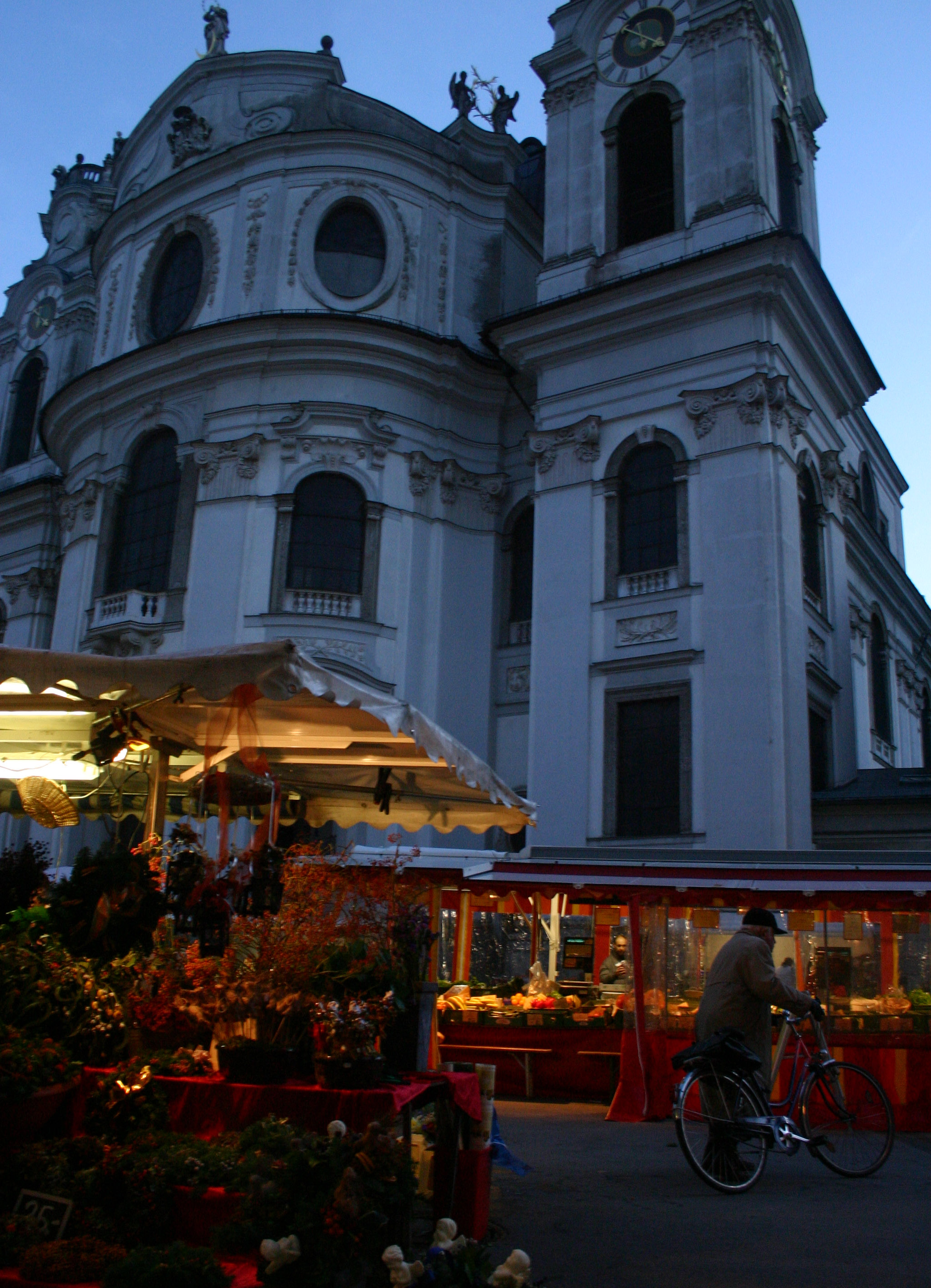
Зальцбург, церква Коллегіата

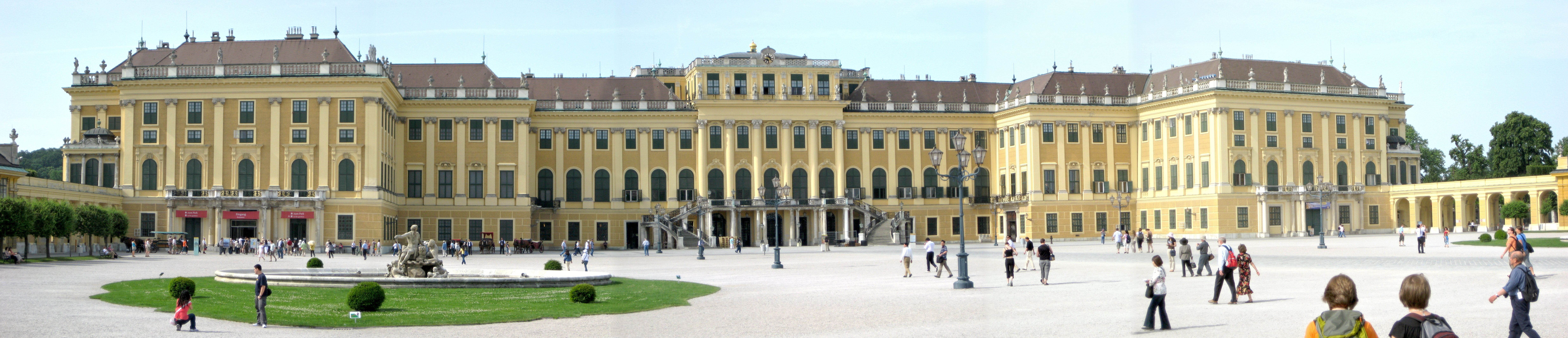
Імператорський палац Шенбрунн, вигляд північної частини

- імператорський палац Шенбрунн, Відень;
- Зимовий палац принца Євгена Савойського;
- палац Клам-Галласів, Прага;
- Мавзолей імператора Фердинанда, Грац;
- Замок Клесгайм
- Манеж, Гофбург;
- барокові церкви в Зальцбурзі;
- Карлскірхе, Відень.
- Чумний стовп, також інші архітектори
- Міський палац Ліхтенштейнів, невелика участь
- Траутсонський палац
- Собор святого Карла
- Проєкт Австрійської національної бібліотеки

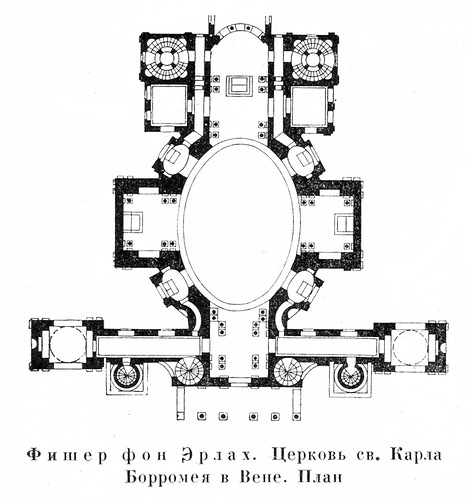
Відень. Поземний план храму Сан Карло Борромео, до 1716 р.

- Алтар Базиліки Маріацелль

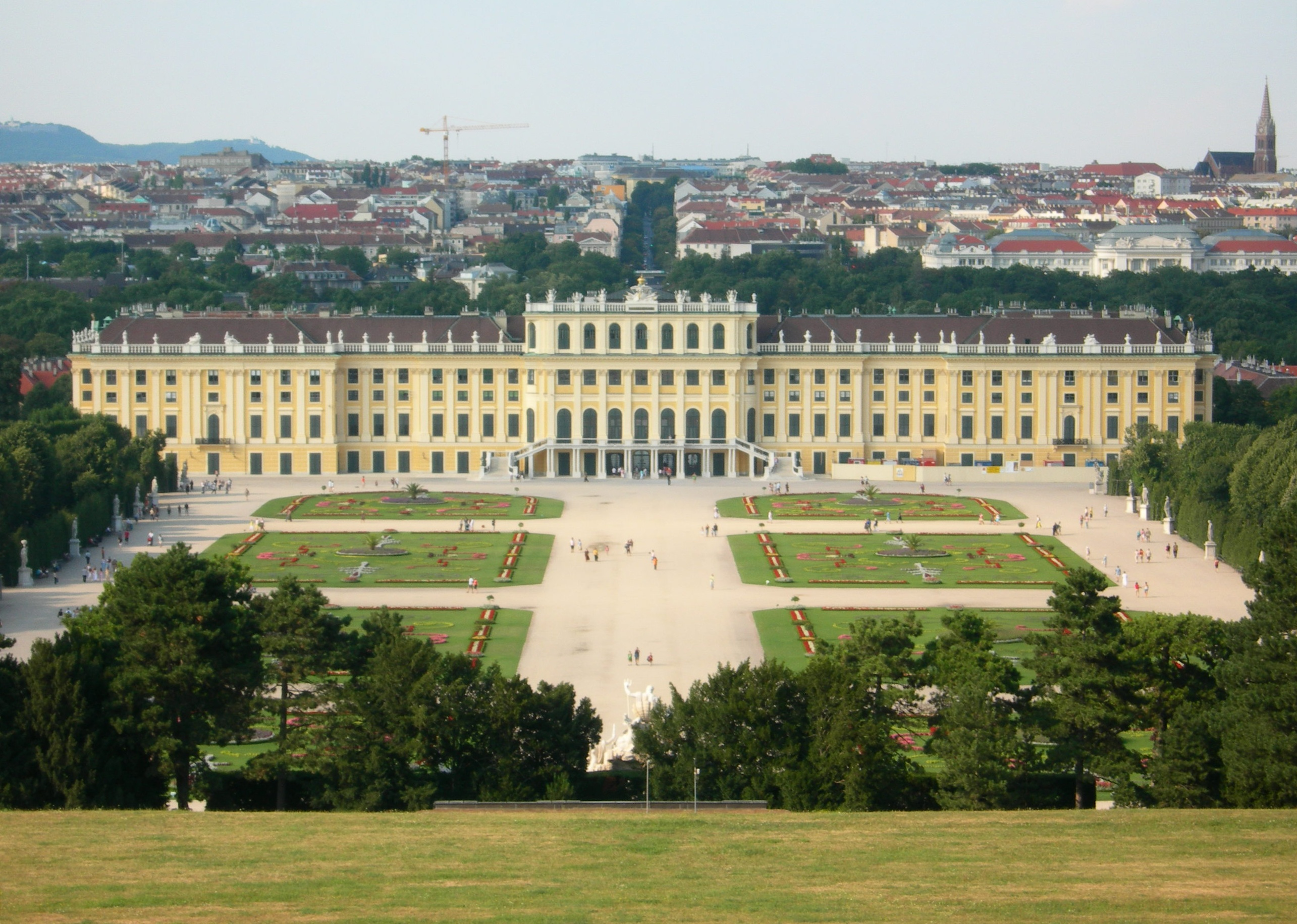
Імператорський палац Шенбрунн, Відень
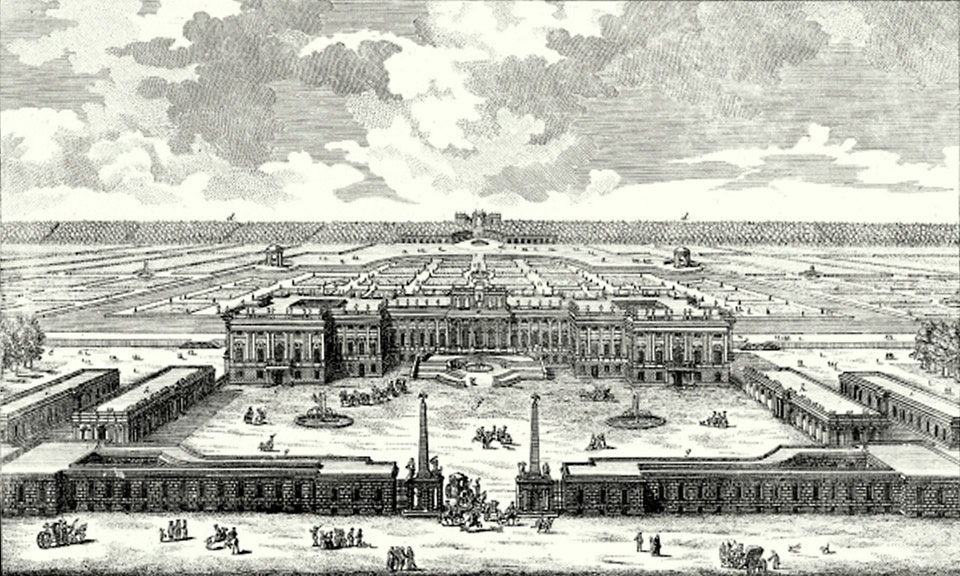
Палац на старій гравюрі
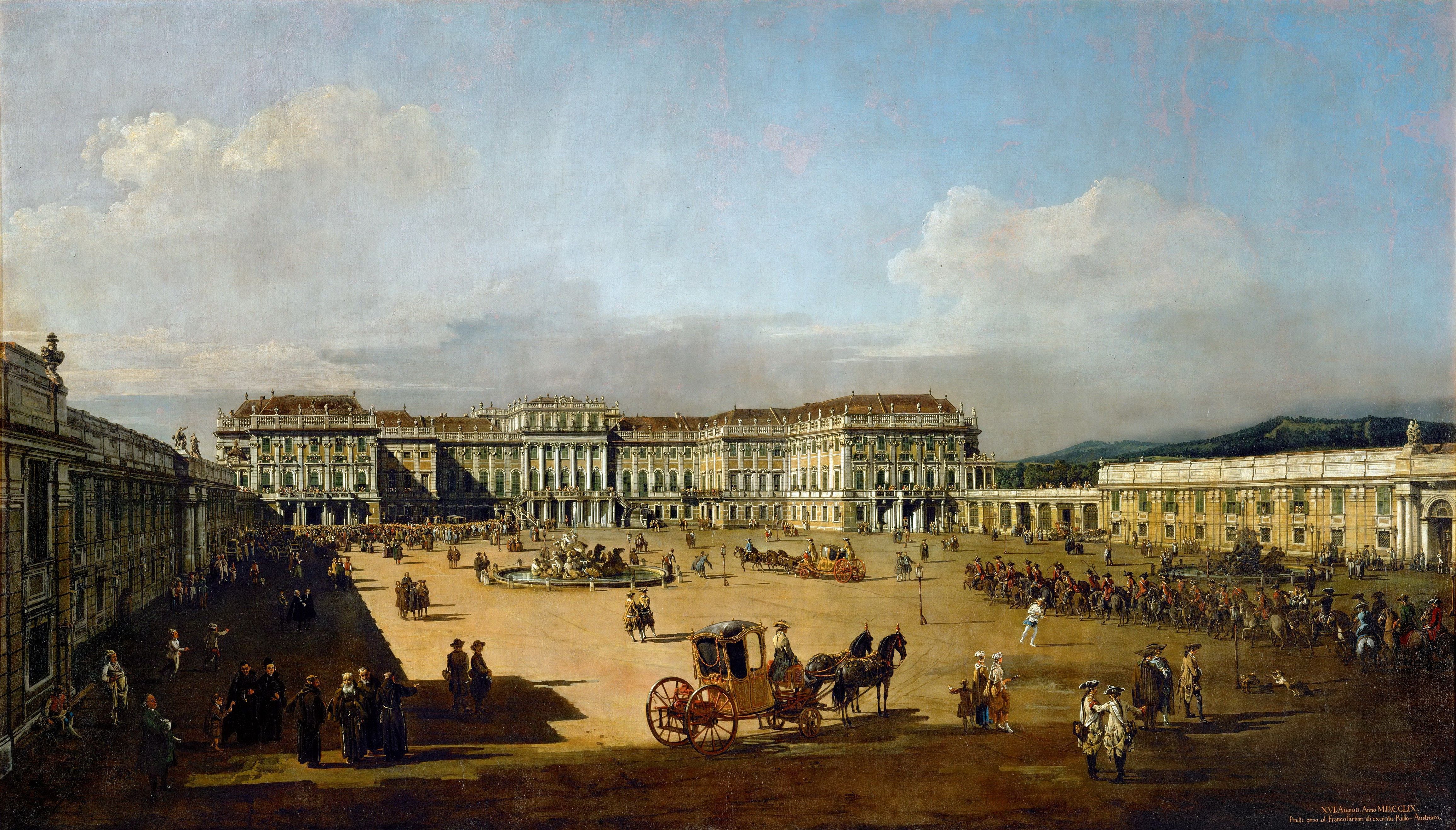
Худ. Б. Беллото Bernardo Bellotto, палац у 1758/61 рр.
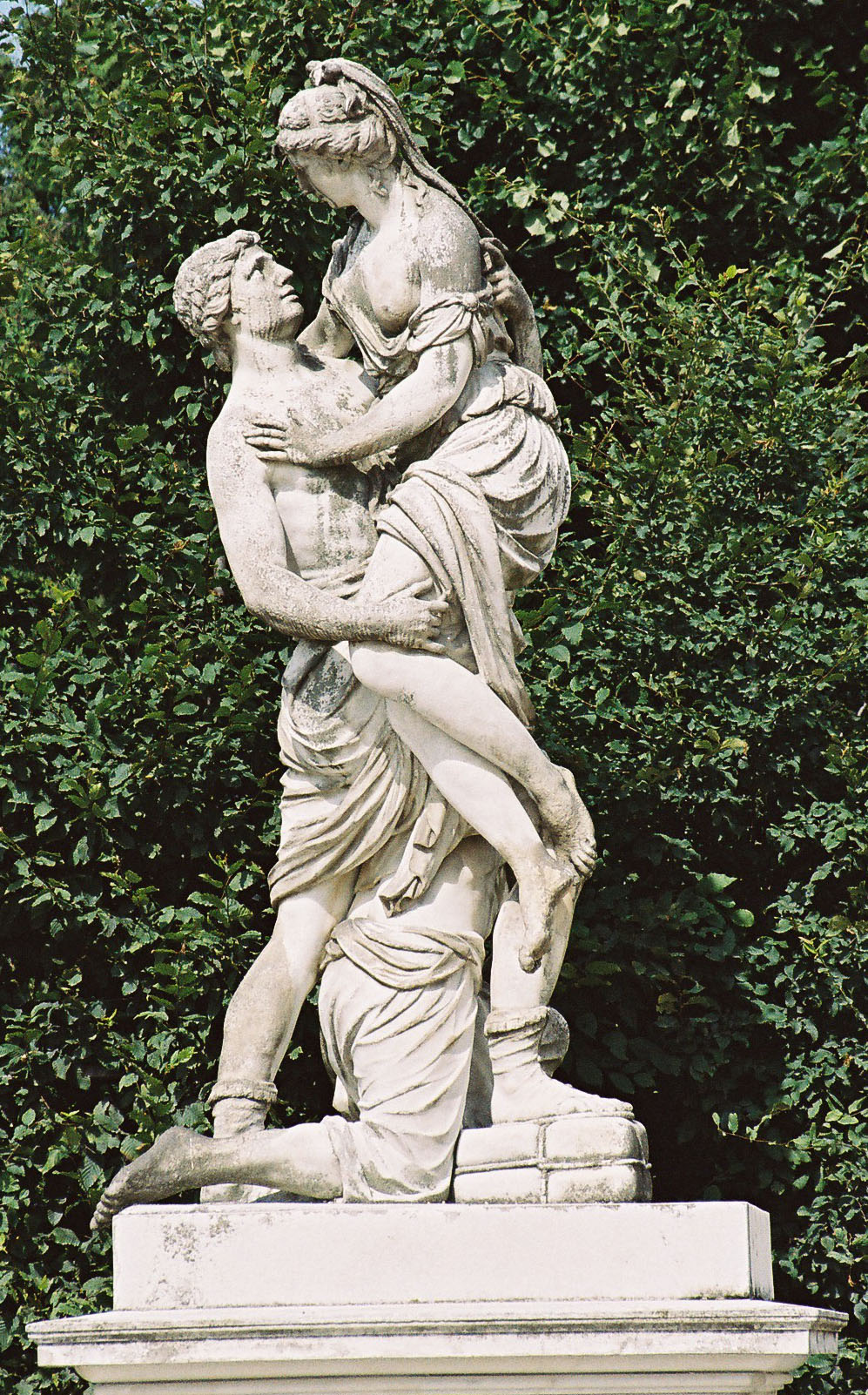
Викрадення Олени Прекрасної
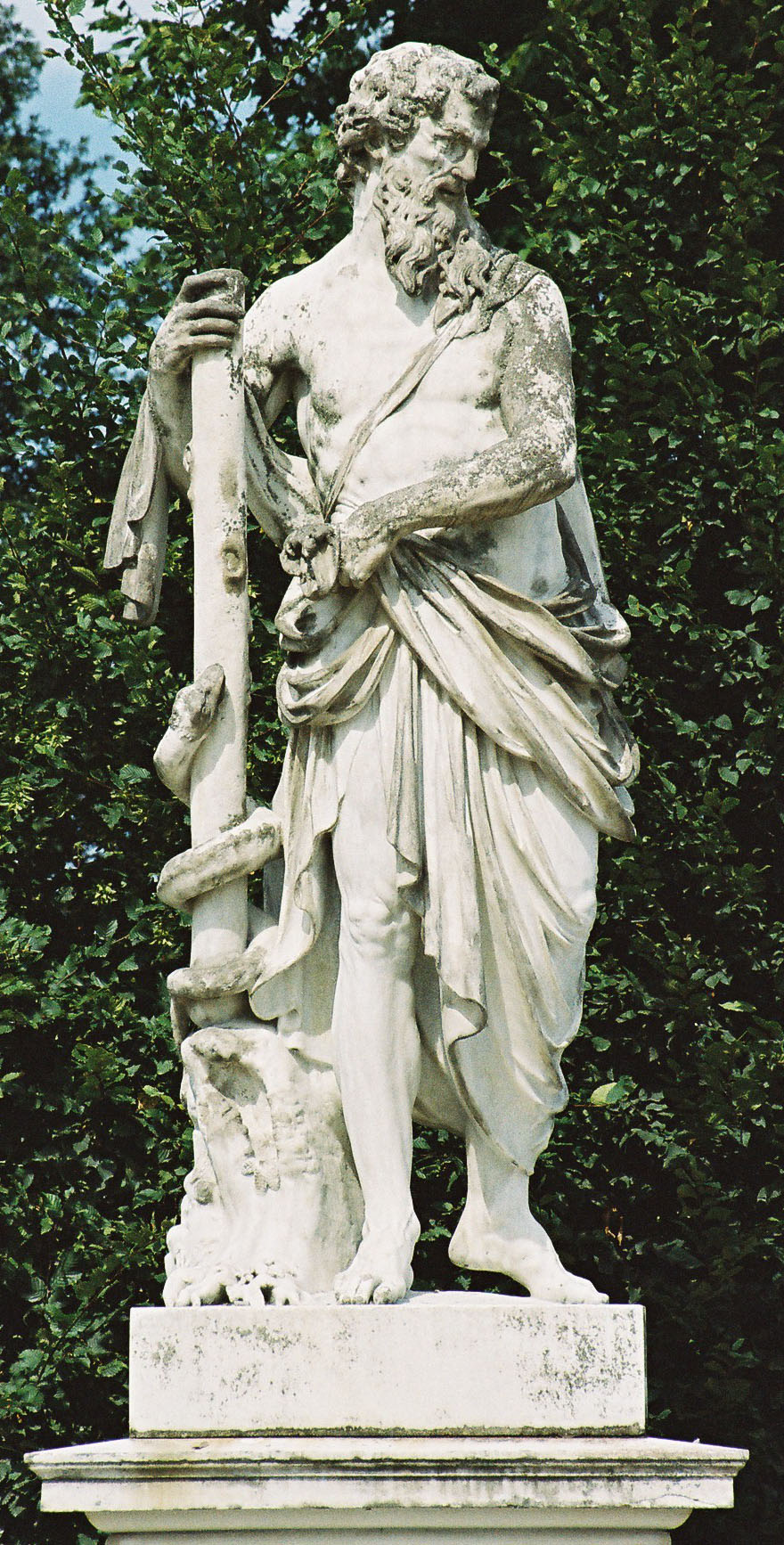
Бог-лікар Асклепій
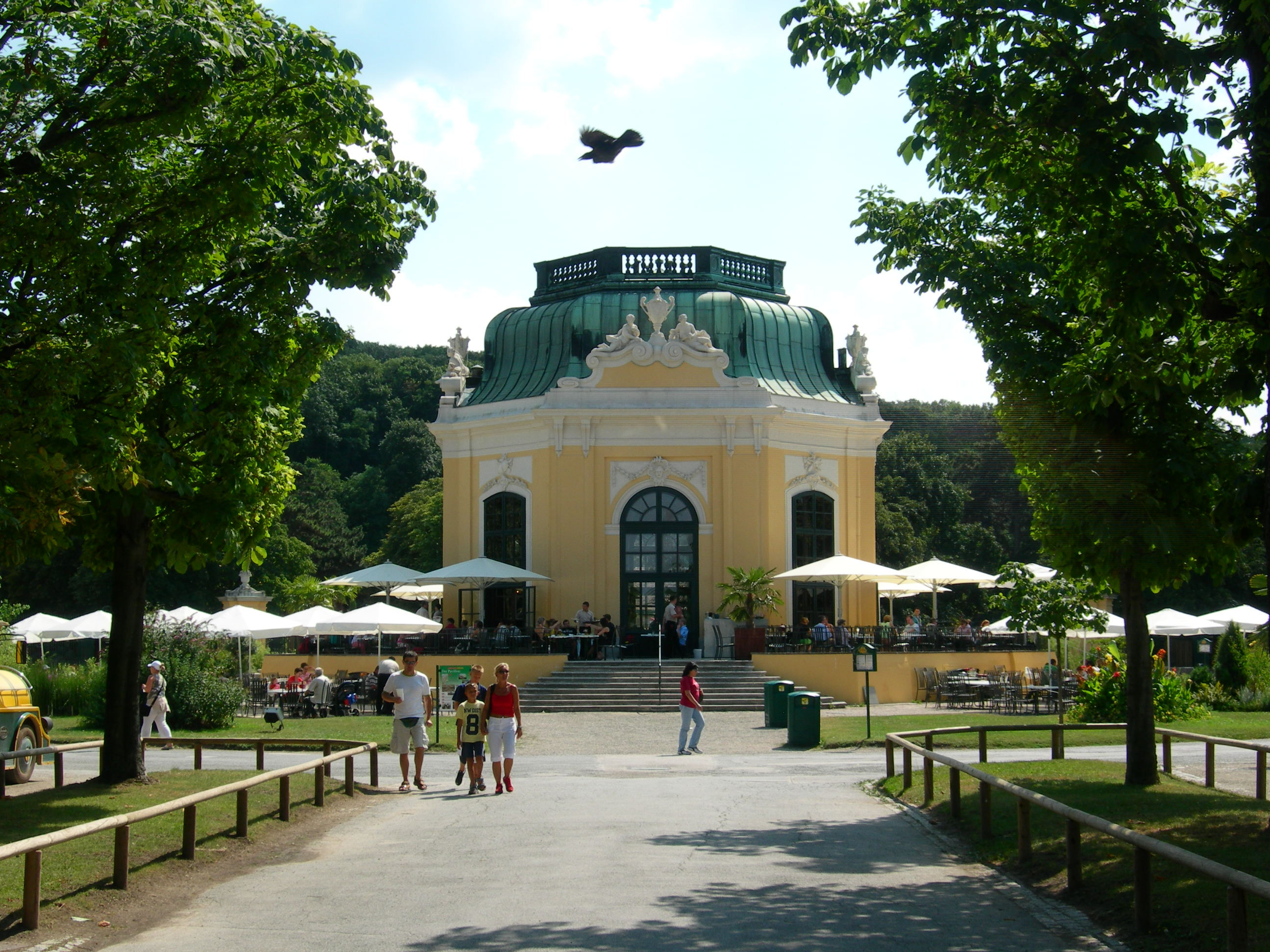
Королівський павільйон
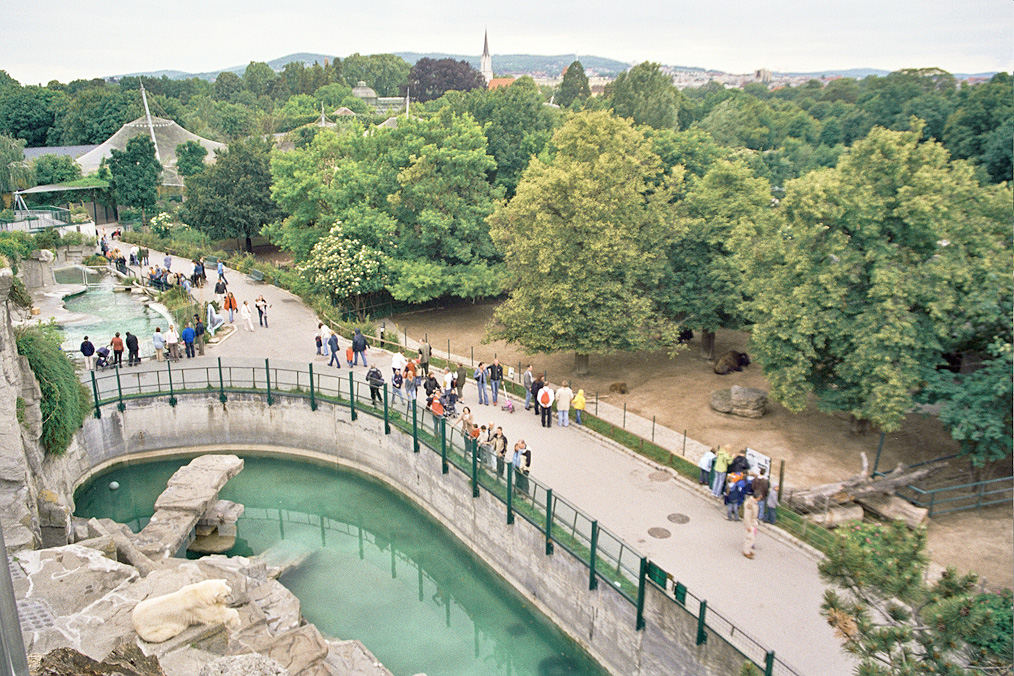
Тіргартен
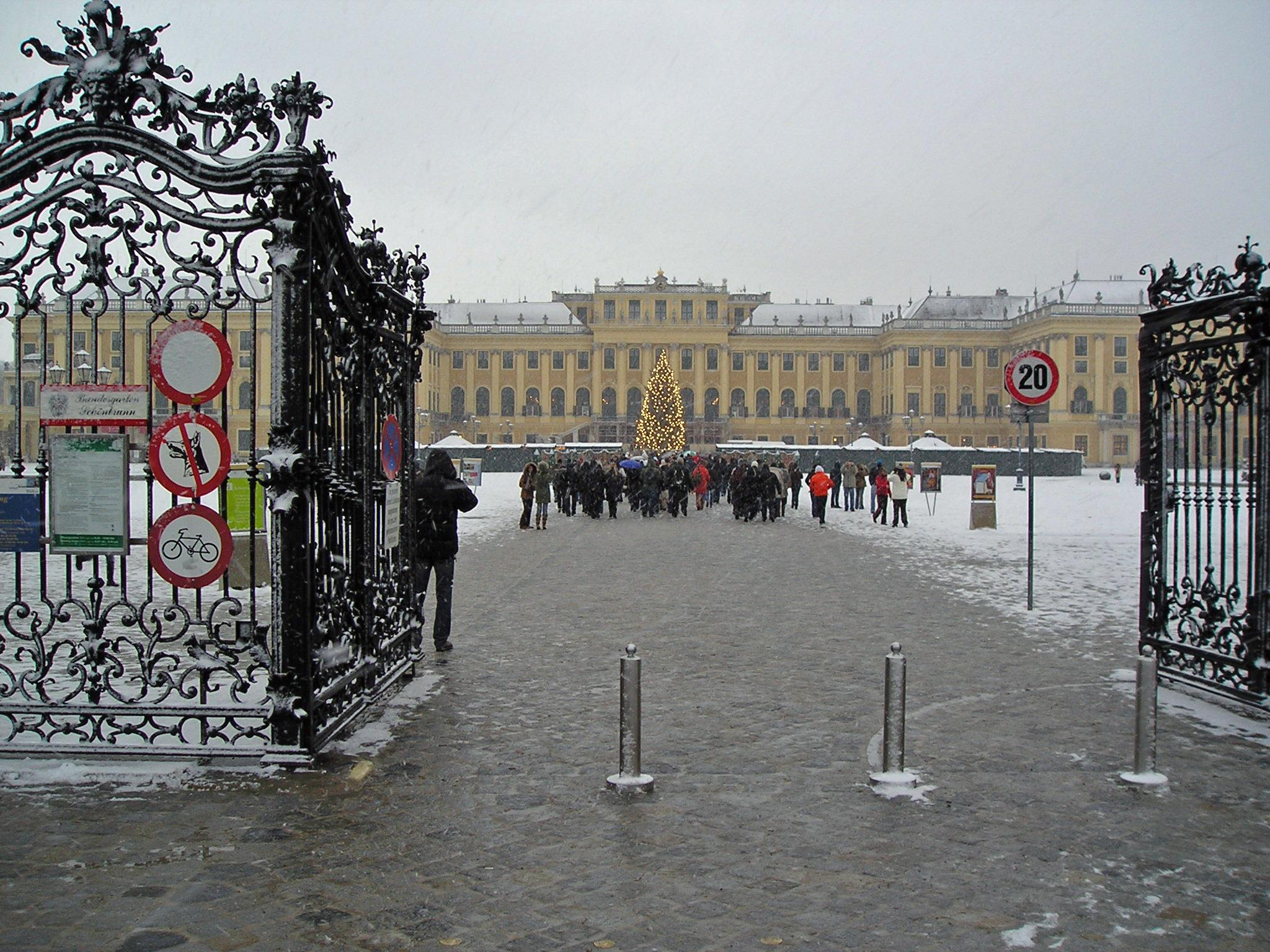
Палац на різдвяні свята